# Сумбатов, Давид Александрович
Князь Давид Александрович Сумбатов (Сумбаташвили; 27 декабря 1831 — не ранее 1891 или 1920) — русский военный и выборный деятель, генерал-лейтенант (1891), Тифлисский губернский предводитель дворянства (1879—1885).

## Биография
Родился в 1831 году. Представитель грузинского княжеского рода Сумбатовых (Сумбаташвили). Образование: Тифлисская мужская гимназия и Дворянский (учебный) полк (1854—1855). Участвовал в Крымской войне. В 1861 году вышел в отставку.
В 1870 году вновь поступил на службу в Казачий лейб-гвардии полк. Участвовал в Русско-турецкой войне 1877—78 годов. В 1879 году произведён в полковники. 
В том же году был избран Тифлисский губернским предводителем дворянства и оставался в этой должности вплоть до 1885 года. Генерал-майор (1883), состоял при Наместнике Кавказа, числясь по кавалерии. 
В 1891 году вышел в отставку с производством в генерал-лейтенанты.

## Награды
Российские
- Орден Святой Анны 3-й степени (1859)
- Орден Святого Владимира 4-й степени с мечами и бантом (1867)
- Орден Святого Станислава 2-й степени (1872)
- Орден Святой Анны 2-й степени (1876)
- Орден Святого Станислава 1-й степени (1887)
- Орден Святого Владимира 3-й степени (1887)

Иностранные
- орден Льва и Солнца 2-й степени (Персия)
- орден Льва и Солнца 1-й степени (Персия, 1879)
- орден Вендской короны (Мекленбург-Шверин, 1879)

## Источник
Сумбатов (Сумбаташвили) Давид Александрович (1831–1920).